# The Ballad of Peter Pumpkinhead
 (juin 2021).
 (juin 2021).
La mise en forme du texte ne suit pas les recommandations de Wikipédia : il faut le « wikifier ».
Les points d'amélioration suivants sont les cas les plus fréquents :
- Les titres sont pré-formatés par le logiciel. Ils ne sont ni en capitales, ni en gras.
- Le texte ne doit pas être écrit en capitales (les noms de famille non plus), ni en gras, ni en italique, ni en « petit »…
- Le gras n'est utilisé que pour surligner le titre de l'article dans l'introduction, une seule fois.
- L'italique est rarement utilisé : mots en langue étrangère, titres d'œuvres, noms de bateaux, etc.
- Les citations ne sont pas en italique mais en corps de texte normal. Elles sont entourées par des guillemets français : « et ».
- Les listes à puces sont à éviter, des paragraphes rédigés étant largement préférés. Les tableaux sont à réserver à la présentation de données structurées (résultats, etc.).
- Les appels de note de bas de page (petits chiffres en exposant, introduits par l'outil «  Source ») sont à placer entre la fin de phrase et le point final[comme ça].
- Les liens internes (vers d'autres articles de Wikipédia) sont à choisir avec parcimonie. Créez des liens vers des articles approfondissant le sujet. Les termes génériques sans rapport avec le sujet sont à éviter, ainsi que les répétitions de liens vers un même terme.
- Les liens externes sont à placer uniquement dans une section « Liens externes », à la fin de l'article. Ces liens sont à choisir avec parcimonie suivant les règles définies. Si un lien sert de source à l'article, son insertion dans le texte est à faire par les notes de bas de page.
- La présentation des références doit suivre les conventions bibliographiques. Il est recommandé d'utiliser les modèles {{Ouvrage}}, {{Chapitre}}, {{Article}}, {{Lien web}} et/ou {{Bibliographie}}. Le mode d'édition visuel peut mettre en forme automatiquement les références.
- Insérer une infobox (cadre d'informations à droite) n'est pas obligatoire pour parachever la mise en page.

Pour une aide détaillée, merci de consulter Aide:Wikification.
Si vous pensez que ces points ont été résolus, vous pouvez retirer ce bandeau et améliorer la mise en forme d'un autre article.
The Ballad of Peter Pumpkinhead est le deuxième single de l'album Nonsuch de XTC. Le titre est paru en mai 1992.
The Ballad of Peter Pumpkinhead est une chanson écrite par Andy Partridge de XTC pour leur album Nonsuch paru en 1992. Il s'agit de leur deuxième single arrivé en tête du palmarès Modern Rock Tracks après "Mayor of Simpleton". La titre, qui a également atteint la 71e place des UK Singles Chart, raconte l'histoire de Peter Pumpkinhead, un homme qui arrive dans une ville dont le nom n'est pas cité, "répandant la sagesse et l'argent autour" ("spreading wisdom and cash around"). Il est extrêmement populaire auprès du public, mais extrêmement impopulaire auprès du gouvernement. À la fin de la chanson, il est cloué à un gros morceau de bois par ses ennemis pour avoir été "trop bon" ("too good"), et sa mort est diffusée en direct à la télévision.
La chanson a été inspirée par une citrouille d'Halloween que Partridge avait sculptée et placée sur un poteau de clôture dans son jardin pour Halloween. Alors qu'il passait devant chaque jour en se rendant et en revenant d'un home studio dans lequel il composait des chansons, il a observé son état de dégradation et a commencé à en avoir pitié. Il a dit qu'il avait commencé à penser à "ce qui se passerait s'il y avait quelqu'un sur Terre qui était en quelque sorte parfait... Dieu, il se ferait tant d'ennemis!"

## Clip musical
Il existe deux versions différentes du clip de XTC, qui présentent toutes deux un scénario très similaire à l'assassinat du président John F. Kennedy, bien que l'une des deux soit montée spécialement pour la télévision américaine et supprime donc la plupart des éléments les plus controversés. La référence à Kennedy est notamment explicitée par l'image d'un cochon avec une carte de Cuba superposée - une référence claire à l'invasion de la baie des Cochons en 1961. Le clip présente également brièvement une actrice habillée comme Marilyn Monroe pendant le troisième couplet.
De plus, la vidéo non censurée fait en partie référence à Jésus-Christ en faisant apparaître de façon subliminale les mots "trois clous" ("three nails") ainsi qu'une couronne d'épines. Les paroles "Peter Pumpkinhead was too good; Had him nailed to a chunk of wood" renforcent cette référence à la crucifixion. Il est à noter que pendant le dernier couplet de la vidéo non censurée, plusieurs plans montrent des sacs de preuves marqués avec des étiquettes "X" (peut-être une référence à Malcolm X), "R" (peut-être une référence à Robert F. Kennedy), (ensemble) "J" et "F.